# Chersomorpha
Chersomorpha là một chi bướm đêm thuộc phân họ Tortricinae của họ Tortricidae.

## Các loài
- Chersomorphabiocellana (Walker, 1863)
- Chersomorpha hyphantria Diakonoff, 1984
- Chersomorpha taospila Meyrick, 1926